# Patricia Gutiérrez
Patricia Lorena Gutiérrez Fernández (n. Maracaibo, 15 de octubre de 1983) es una política y activista venezolana, exesposa del dirigente del partido Voluntad Popular Daniel Ceballos. Desempeñó el cargo de alcaldesa del Municipio San Cristóbal del Estado Táchira.

## Biografía
Nació en la localidad marabina de Tierra Negra el 15 de octubre de 1983, es hija de Armando Gutiérrez y Luivina Fernández, siendo ella una de los cuatro hermanos producto de dicho enlace matrimonial. Contrajo matrimonio con Daniel Ceballos en octubre de 2007 del cual tienen 3 hijos; María Victoria, María Verónica y Juan Daniel.

### Estudios
Cursó estudios de primaria en el Colegio "La Epifanía" en el Zulia y luego se muda con su familia al Táchira donde obtiene el título de bachiller en el Colegio "Cervantes".
Cursó estudios universitarios en la Universidad Experimental del Táchira obteniendo el título de Ingeniera industrial.

### Trayectoria política
Se inició en la política siendo integrante del movimiento "Justicia Universitaria", organización estudiantil del partido Primero Justicia.
A encabezado varias manifestaciones públicas en Venezuela, fue quien pronunció un discurso de culminación de una marcha de las mujeres que se llevó a cabo en San Cristóbal el 26 de febrero de 2014, convocada a nivel nacional por María Corina Machado y Lilian Tintori.
Luego de que su esposo le fuese revocado el cargo como alcalde de San Cristóbal por orden del Tribunal Supremo de Justicia por los acontecimientos ocurridos durante las manifestaciones de febrero de 2014 y que luego se extendieron al estado Táchira, por lo que decide postularse como alcaldesa del Municipio San Cristóbal. Fue elegida como alcaldesa de dicha municipalidad del estado Táchira, con el 73.2% de los votos.

### Caso Gutiérrez y Chataing
El 30 de mayo de 2014, fue difundido en la cuenta de twìtter, presuntamente hackeada de la dirigente Lilian Tintori, un audio cuyo contenido exhibía un supuesto acto de infidelidad con el animador venezolano Luis Chataing. Patricia de Ceballos tildó como «chimbo y burdo» el material y que son acciones del Gobierno venezolano para desprestigiarla.